# Torre d'Ucanha
La Torre d'Ucanha es troba en la freguesia d'Ucanha, al municipi de Tarouca, al districte de Viseu, a Portugal. Està classificada per l'IPPAR com Monument Nacional des de 1910.
L'erudit José Leite de Vasconcelos, nascut a Ucanha, apunta tres raons per a la construcció del pont i de la torre d'Ucanha, damunt el riu Varosa, prop de Tarouca i a pocs quilòmetres de Lamego: la de defensa, a l'entrada del vedat monàstic de Salzedas; la d'ostentació senyorial, ben palesa en l'alta torre; i la de cobrament fiscal, pel valor econòmic que representaria per al monestir cistercià que n'és a prop.

## Història
La seua existència es documenta en el segle xii. D. Afonso Henriques donà, el 1163, a la vídua d'Egas Moniz, Teresa Afonso, el vedat d'Algeriz, i li afegí el territori d'Ucanha. El pont degué ser construït pels romans, associat a una carretera que en passava a prop. Teresa Afonso, fundadora del monestir de Santa Maria de Salzedas, donà al convent el vedat rebut del rei i van ser els monjos els qui més es beneficiaren del vell pont, com a font de rendiment pels drets de portatge que cobraven.
Al 1324, D. Dinis volgué afavorir la gent i vila de Castro Rei, concedint-los el privilegi del passatge de Moimenta cap a Lamego, però per la pressió dels frares de Salzedas, el rei confirmà aquest privilegi a Ucanha.

## Característiques

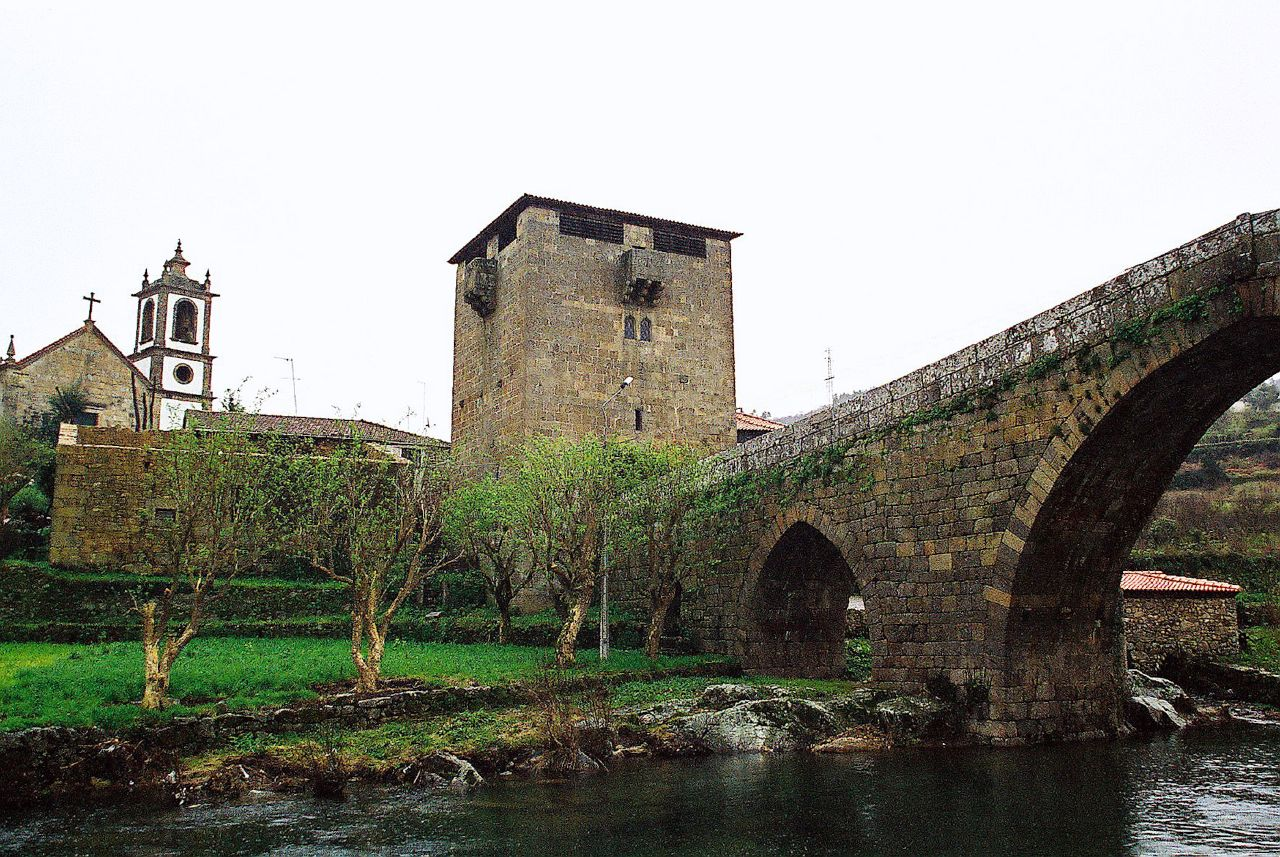
Torre i pont gòtic d'Ucanha

De planta quadrada, la torre, amb porta d'accés molt per damunt del nivell del sòl, té vint metres d'alçada i deu de cada costat de la base, en què es troba aquesta inscripció "Aquesta obra va manar fer D. Fernando, abat de Salzedas, al 1465".
A l'interior, es divideix en tres paviments: en el primer només hi ha una esquerda, en el segon en dues cares s'obrin dues finestres geminades i en el darrer destaquen quatre lladroneres.